# Cryncus saussurei
Cryncus saussurei är en insektsart som beskrevs av Otte, D. 1985. Cryncus saussurei ingår i släktet Cryncus och familjen syrsor. Inga underarter finns listade i Catalogue of Life.